# District de Cologne
Le district de Cologne (en allemand Regierungsbezirk Köln) est une des cinq circonscriptions allemandes (Regierungsbezirke) du land de Rhénanie-du-Nord-Westphalie.
Son chef-lieu est Cologne.

## Situation géographique
Le district est limitrophe du district de Düsseldorf au nord, d'Arnsberg à l'est, de Rhénanie-Palatinat au sud et, à l'ouest, de la Belgique et des Pays-Bas. 
Avant la suppression des districts en Rhénanie-Palatinat le 1er janvier 2000, le district limitrophe au sud du district de Cologne était le district de Coblence.
Le district est situé au sud-ouest de la Rhénanie-du-Nord-Westphalie. 
Paysages : Eifel, etc. 
Cours d'eau : Rhin, Sieg, Erft.

## Administration territoriale
Le district comprend huit arrondissements et quatre villes-arrondissements, dont 99 communes :

### Arrondissements
1. Arrondissement d'Aix-la-Chapelle (chef-lieu Aix-la-Chapelle) (Aachen)¹ : 9 communes
2. Arrondissement de Düren : 15 communes
3. Arrondissement d'Euskirchen : 11 communes
4. Arrondissement du Haut-Berg : 13 communes
5. Arrondissement de Heinsberg : 10 communes
6. Arrondissement de Rhin-Berg (chef-lieu Bergisch Gladbach) : 8 communes
7. Arrondissement de Rhin-Erft (chef-lieu Bergheim) : 10 communes
8. Arrondissement de Rhin-Sieg (chef-lieu Siegburg) : 19 communes

¹ Siège de l'assemblée, mais n'appartient pas à l'arrondissement (ville-arrondissement)

### Villes-arrondissements
1. Aix-la-Chapelle (Aachen)
2. Bonn
3. Cologne (Köln)
4. Leverkusen

### Anciens arrondissements (avant 1974)
- Arrondissement de Bergheim-sur-l'Erft (de)
- Arrondissement de Bonn (de), (jusqu'en 1969, divisé entre l'arrondissement de Rhin-Sieg et la ville de Bonn)
- Arrondissement de Cologne (de)
- Arrondissement d'Euskirchen (à partir de 1827)
- Arrondissement de Gummersbach (de) (jusqu'en 1932, intégré à l'arrondissement du Haut-Berg)
- Arrondissement du Haut-Berg (à partir de 1932)
- Arrondissement de Lechenich (de) (jusqu'en 1826, intégré à l'arrondissement d'Euskirchen)
- Arrondissement de Mülheim-sur-le-Rhin (de) (jusqu'en 1932, divisé entre l'arrondissement de Rhin-Berg et la ville de Cologne)
- Arrondissement de Rheinbach (de) (jusqu'en 1932, divisé entre les arrondissements de Rhin-Sieg et d'Euskirchen)
- Arrondissement de Rhin-Berg (à partir de 1932)
- Arrondissement de Rhin-Sieg (à partir de 1969)
- Arrondissement de la Sieg (de) (jusqu'en 1969, intégré à l'arrondissement de Rhin-Sieg)
- Arrondissement d'Uckerath (de) (jusqu'en 1820, intégré à l'arrondissement de la Sieg (de))
- Arrondissement de Waldbröl (de) (jusqu'en 1932, divisé entre les arrondissements de Rhin-Sieg et de Haut-Berg)
- Arrondissement de Wipperfürth (de) (jusqu'en 1932, divisé entre les arrondissements de Rhin-Berg et de Haut-Berg)

## Présidents du district
- 1816–1818: Frédéric de Solms-Laubach
- 1818–1825: Ludwig vom Hagen (de)
- 1825–1832: Daniel Heinrich Delius (de)
- 1832–1834: Franz Heinrich Gossen (de)
- 1834–1838: Karl Ruppenthal (de)
- 1839–1844: Karl von Gerlach
- 1844:–9999 Robert von Patow
- 1844–1845: Gustav von Bonin
- 1845–1848: Karl Otto von Raumer
- 1848:–9999 Heinrich von Wittgenstein (de)
- 1849–1866: Eduard von Möller
- 1866–1867: Johann Baptist Birck (de)
- 1867–1884: Otto von Bernuth
- 1884–1894: Chlodwig von Sydow (de)
- 1894–1901: Hugo Samuel von Richthofen
- 1901–1905: Max von Balan (de)
- 1905–1917: Otto von Steinmeister (de)
- 1917–1919: Karl von Starck (de)
- 1919–1921: Philipp Brugger (de)
- 1922–1926: Sigmund Maria Graf Adelmann von Adelmannsfelden (de)
- 1926–1933: Hans Elfgen (de)
- 1933–1934: Rudolf zur Bonsen (de)
- 1934–1936: Rudolf Diels
- 1936–1945: Eggert Reeder
- 1942–1944: Karl Eugen Dellenbusch (de)
- 1945–1947: Clemens Busch (de)
- 1947–1957: Wilhelm Warsch (de)
- 1957–1958: Walter Rieger (de)
- 1958–1966: Franz Grobben (de)
- 1966–1967: Heinrich Stakemeier (de)
- 1967–1978: Günter Heidecke (de)
- 1978–1999: Franz-Josef Antwerpes (de)
- 1999–2005: Jürgen Roters
- 2005–2010: Hans Peter Lindlar
- 2010–2022: Gisela Walsken (de)
- 2022––999: Thomas Wilk (de)